# Arnaldo Bolla
Arnaldo Bolla (* 5. Januar 1885 in Olivone; † 25. September 1942 in Bellinzona) war ein Schweizer Rechtsanwalt, Politiker der FDP, Gemeindepräsident von Bellinzona, Tessiner Grossrat, Ständerat und Nationalrat.

## Leben
Arnaldo Bolla war Sohn des Plinio, Bruder von Fulvio, Ines und Plinio. Er heiratete Augusta Gabuzzi, Tochter des Stefano Gabuzzi. Nach dem Studium der Rechtswissenschaften an der Universität Bern war er als Rechtsanwalt und Notar tätig. Von 1908 bis 1911 war er Präsident des Bezirksgerichts von Bellinzona und Riviera. Für die Radikal-Liberale Partei war er Abgeordneter im Grossrat von 1913 bis 1921, von 1923 bis 1939, (Präsident 1915 und 1936). Er war Gemeindepräsident von Bellinzona von 1918 bis 1928, Nationalrat im Jahr 1920 und Ständerat von 1921 bis 1923, von 1935 bis 1939. Abwechselnd mit Bixio Bossi präsidierte er die Radikalliberale Partei des Kanton Tessins und bestimmte zusammen mit seinem Bruder Fulvio deren Politik in den 1920er und 1930er Jahren mit.
Da er mit den Sozialisten verfeindet war (die nach der neuen Wahlformel von 1922 in die Kantonsregierung eingezogen waren), musste er mit einer Situation grosser Unruhe innerhalb der Partei fertig werden, die 1934 in der Spaltung des demokratischen Flügels gipfelte. Nach der Bekämpfung der Wahlreform 1922 setzte er sich für das Bündnis zwischen Freisinnigen und Katholisch-Konservativen (1935) und auf die 1941 vereinbarte Parteiengemeinschaft (Comunità dei partiti). Er war Herausgeber (mit Unterbrechungen) des Repertorio di giurisprudenza patria von 1910 bis 1940.